# Пузанок
Пузанок, або алоза (Alosa) — рід оселедців. Поширені в Атлантиці як біля берегів Америки, так і Європи, також у Середземному та Азовському морях. Відомі у Каспійському морі. Для представників роду властивим є нерест у річках.

## Види[1]
- Alosa aestivalis (Mitchill, 1814)
- Alosa agone (Scopoli, 1786)
- Alosa alabamae Jordan & Evermann, 1896
- Alosa algeriensis Regan, 1916
- Alosa alosa (Linnaeus, 1758)
- Alosa braschnikowi (Borodin, 1904)
- Alosa caspia (Eichwald, 1838) — Пузанок каспійський
- Alosa chrysochloris (Rafinesque, 1820)
- Alosa curensis (Suvorov, 1907)
- Alosa fallax (Lacépède, 1803) — Пузанок середземноморський, фінта
- Alosa immaculata Bennett, 1835 — Оселедець чорноморський
- Alosa kessleri (Grimm, 1887) — Пузанок каспійський прохідний
- Alosa killarnensis Regan, 1916
- Alosa macedonica (Vinciguerra, 1921)
- Alosa maeotica (Grimm, 1901) — Оселедець керченський
- Alosa mediocris (Mitchill, 1814)
- Alosa pseudoharengus (Wilson, 1811) — Сіроспинка
- Alosa sapidissima (Wilson, 1811)
- Alosa saposchnikowii (Grimm, 1887)
- Alosa sphaerocephala (Berg, 1913)
- Alosa tanaica (Grimm, 1901) — Пузанок азовський
- Alosa vistonica Economidis & Sinis, 1986
- Alosa volgensis (Berg, 1913)

## Комерційний лов
| Комерційний вилов пузанка у тонах. | Комерційний вилов пузанка у тонах. | Комерційний вилов пузанка у тонах. | Комерційний вилов пузанка у тонах. | Комерційний вилов пузанка у тонах. | Комерційний вилов пузанка у тонах. | Комерційний вилов пузанка у тонах. |
| 1999                               | 2000                               | 2001                               | 2002                               | 2003                               | 2004                               | 2005                               |
| ---------------------------------- | ---------------------------------- | ---------------------------------- | ---------------------------------- | ---------------------------------- | ---------------------------------- | ---------------------------------- |
| 788 770                            | 860 346                            | 665 284                            | 589 692                            | 524 800                            | 569 160                            | 605 548                            |